# The Skinny Years... Before We Got Fat
The Skinny Years... Before We Got Fat is het eerste verzamelalbum van de Amerikaanse punkband Strung Out. Het album werd uitgegeven op 10 november 1998 via Fat Wreck Chords en bevat nummers die de band had opgenomen in 1992, voordat de band het eerste contract bij het label Fat Wreck Chords tekende.
Op het album zijn ook basgitarist Jim Cherry en drummer Adam Austin te horen. Austin verliet de band in 1992 en Cherry in 1999, een jaar na de uitgave van het verzamelalbum.

## Nummers
1. "Thru Your Fingers" - 2:03
2. "Mike's Song" - 1:01
3. "Support Your Troops" - 2:12
4. "Damned" - 2:05
5. "Perfect World" - 1:55
6. "Lies" - 2:19
7. "I Am Not Afraid" - 1:25
8. "Strung Out" - 2:25
9. "Disneyland" - 1:36
10. "Childish Games" - 2:03
11. "I Remember When" - 2:48
12. "I Awake" - 1:16
13. "Adam-12" - 3:20

## Band
- Jason Cruz - zang
- Rob Ramos - gitaar
- Jim Cherry - basgitaar
- Adam Austin - drums